# Peter Zevenbergen
Pieter Arie (Peter) Zevenbergen (1956) is een Nederlands onderwijsdirecteur en politicus namens de SGP.

## Biografie
Na een pabostudie aan de Driestar Hogeschool in Gouda werd Zevenbergen leraar in Alblasserdam. Vervolgens behaalde hij onder meer zijn doctoraal Nederlands. In 1981 maakte hij de overstap naar het middelbaar onderwijs, op scholengemeenschap Guido de Brès in Rotterdam. Hij bekleedde daar de functie van locatieleider.
Vanaf 1985 was Zevenbergen lid van de gemeenteraad van Alblasserdam; van 1994 tot 2006 was hij daar wethouder. Van 2001 tot 2019 was hij lid van het hoofdbestuur van de SGP, van 2018 tot 2019 als partijvoorzitter.
Na zijn benoeming tot partijvoorzitter in 2018 raakte Zevenbergen in opspraak omdat hij vanaf 2006 wachtgeld ontving  terwijl hij in deze periode werkzaam was als schooldirecteur op een reformatorische middelbare school. Omdat er een te rooskleurig beeld over de feiten rondom Zevenbergens wachtgeldregeling was geschetst eisten partijleden in oktober 2019 een direct vertrek van Zevenbergen. Op 9 november 2019 trad hij af als partijvoorzitter.
Zevenbergen is getrouwd. Hij is ouderling van de Oud Gereformeerde Gemeente in Nederland te Kinderdijk.